# Austrogomphus divaricatus
Austrogomphus divaricatus – gatunek ważki z rodziny gadziogłówkowatych (Gomphidae). Jest endemitem Australii; prawdopodobnie występuje tylko w południowo-wschodniej części półwyspu Jork (stan Queensland).